# Raquel Córcoles
Raquel Córcoles   (Reus, 31 de desembre de 1986), de nom de ploma Moderna de Pueblo, és una il·lustradora i autora de còmic catalana.
El nom de Moderna de Pueblo li ve d'un personatge creat durant la dècada dels 2010, que es va convertir en un fenomen viral amb més de 200.000 seguidors a Facebook. El personatge conta històries que li han ocorregut a ella o a amics seus, si bé la intenció és que siga un prototip recognoscible per al lector. En 2010 va guanyar la Beca Carnet Jove Connecta't al Còmic i va publicar el primer llibre protagonitzat pel personatge de la moderna, un còmic titulat Sóc de poble i editat per Glénat. Les primeres col·laboracions a la premsa les feu a la revista El Jueves. Les seues historietes tracten sobre personatges de la cultura urbana, com hipters («modernets»). Amb Carlos Carrero, publicà el 2014, Cooltureta: la novela gráfica.
L'any 2018 va obtenir el Premi Bones Pràctiques de Comunicació no Sexista que atorga l'Associació de Dones Periodistes de Catalunya, per la cració d'un personatge de còmic des del qual es denuncia el masclisme i s’ofereixen idees per a l'empoderament femení.

## Trajectòria
- Soy de pueblo (13 de gener de 2011)
- Los capullos no regalan flores (13 de juliol de 2011)
- Cooltureta: la novela gráfica. (10 de març de 2014)
- Idiotizadas, un cuento de empoderhadas (29 d'octubre de 2017)[7]